# 艾伯特鲸属
艾伯特鲸属（学名：Albertocetus）为异乡鲸科的一个属，生存於早漸新世的北卡羅來納州。

## 下属物种
本属包括以下物种：
- Albertocetus meffordorum Uhen, 2008[2]